# Košice (região)
Košice ou Kosice (eslovaco: Košický kraj) é uma região da Eslováquia, sua capital é a cidade de Košice.

## Demografia
| Ano:        | 1994    | 2004    | 2014    | 2024    |
| ----------- | ------- | ------- | ------- | ------- |
| Broj ljudi: | 753 849 | 770 508 | 795 565 | 778 799 |
| Razlika:    |         | +2,20%  | +3,25%  | -2,10%  |

| Ano:               | 2023    | 2024    |
| ------------------ | ------- | ------- |
| Número de pessoas: | 779 073 | 778 799 |
| Diferença:         |         | -0,03%  |

## Distritos
|                                                                           |                                                                 |
| - Gelnica - Košice I - Košice II - Košice III - Košice IV - Košice-okolie | - Michalovce - Rožňava - Sobrance - Spišská Nová Ves - Trebišov |